# Kuzushi
Kuzushi (崩し:くずし) é um termo japonês para designar o desequilíbrio intencional de um oponente durante um combate.
É um substantivo derivado do verbo kuzusu (崩す), que significa nivelar, rebaixar, destruir ou demolir.  Como tal, ele se refere não só ao desequilíbrio mas também ao processo de levar o oponente a uma posição na qual sua estabilidade, e consequentemente sua habilidade de colocar-se em posições de ataque, é destruída.
No Judo, é considerada um princípio essencial e o segundo de quatro estágios para o emprego com sucesso de uma técnica de projeção:  kumikata (pegada), kuzushi, tsukuri (posicionamento) e kake (execução).
Os métodos para se alcançar o kuzushi dependem de vários fatores tais como distância e porte dos combatentes. Podem ser empregados o tai sabaki, o próprio movimento do adversário, golpes contusos (atemi) ou qualquer combinação dos três.
No Judô há três formas de aplicar-se o kuzushi:
- ação direta (e.g. puxando ou empurrando o uke, antes de efetuar a projeção);
- induzir o movimento no uke (e.g. uma finta ou uma sequência de golpes);
- ação direta do oponente (e.g. um contra-golpe).

## Happo-no-kuzushi (八方の崩し)
Os oito lados do Desequilíbrio
1. Ushiro-kuzushi - Desequilíbrio para trás.
2. Mae-kuzushi - Desequilíbrio para frente.
3. Migi-kuzushi - Desequilíbrio para direita.
4. Hidari-kuzushi - Desequilíbrio para esquerda.
5. Mae-migi-kuzushi - Desequilíbrio para frente à direita.
6. Mae-hidari-kuzushi - Desequilíbrio para frente à esquerda.
7. Ushiro-migi-kuzushi - Desequilíbrio para trás à direita.
8. Ushiro-hidari-kuzushi - Desequilíbrio para trás à esquerda.

## Leitura complementar
- Kano, Jigoro (1994). «Kodokan Judo» first ed. Kodansha International. Judo Masterclass Techniques. ISBN 4-770-1799-5 Verifique |isbn= (ajuda)
- Mifune, Kyuzo (2004). «The Canon of Judo» first ed. Kodansha International. Judo Masterclass Techniques. ISBN 4-770-2979-9 Verifique |isbn= (ajuda)